# Dilijan
Diliján o Dilizhán (armenio: Դիլիջան) es una comunidad urbana de Armenia situada en la provincia de Tavush. Se encuentra enclavada en el parque nacional Dilijan, y es una de las más importantes estaciones turísticas del país.
En 2011 tiene 17 712 habitantes.
Fue un centro turístico muy apreciado durante el período soviético por los poderes medicinales atribuidos a su agua mineral. Las autoridades aspiran a largo plazo para desarrollar aquí el esquí y los balnearios en esta región, pero en la actualidad la infraestructura turística se mantiene en un nivel algo primitivo. A pocos kilómetros al este de Dilizhán, en una quebrada boscosa, se encuentra el Monasterio Hagartsin, posiblemente el mayor centro cultural de la Armenia medieval, y uno de los pocos ejemplos perfectamente conservados de la arquitectura de su época (siglos X al XIII). A 25 km de Dilizhán, se halla el monasterio Goshavank del siglo XII, que cuenta con algunos de los mejores ejemplos de delicado estilo de encaje de talla de piedra elaboradas por los artesanos medievales de la región.
Se sitúa en el cruce de las carreteras M4 y M8, a medio camino entre Sevan y Vanadzor y en el límite con las provincias de Lorri, Kotayk' y Geghark'unik'.